# Guerre civile lituanienne (1700)
Pour les articles homonymes, voir Guerre civile lituanienne.
Batailles
Brześć, Jurbarkas, Olkieniki (en)
La guerre civile lituanienne de 1700 est un conflit entre plusieurs familles de magnats du grand-duché de Lituanie, composante au côté du royaume de Pologne de la république des Deux Nations. Les adversaires sont, d'une part la famille Sapieha, la plus puissante du grand-duché, d'autre part une coalition des familles Radziwill, Wiśniowiecki, Pac (en) et Oginski (en), qui sortent vainqueurs du conflit lors de la bataille d'Olkieniki (18 novembre 1700).

## Origines

### La domination des Sapieha en Lituanie à la fin du règne de Jean III
À la fin du règne de Jean III Sobieski (1629-1696), la famille Sapieha contrôle plusieurs postes clefs du grand-duché de Lituanie, notamment l'armée et le trésor :
- Kazimierz Jan Sapieha (1637-1720) est grand hetman de Lituanie (depuis 1682),
- son fils Jerzy Stanisław (1668-1732) est grand panetier de Lituanie[1] (depuis 1683).
- son fils Michał Franciszek (1670-1700) est commandant de la cavalerie de Lituanie[2] (depuis 1690), avec le grade de general major (général de division) à partir de 1692[3] ;
- son fils Aleksander Paweł (1672-1734) est maréchal de la cour de Lituanie (depuis 1692), grand maréchal à partir de 1699 ;
- son frère Benedykt Paweł (1643-1707) est grand trésorier de Lituanie (pl) (depuis 1676) ;
- Kazimierz Władysław (1650-1703), issu d'une autre branche de la famille, est castellan de Trakai[4] (depuis 1689), voïvode de Trakai à partir de 1697 ;

La famille Sapieha a tellement d'influence à la cour qu'elle fait de l'ombre aux autres grandes familles lituaniennes qui finissent par se coaliser.
Les Radziwill détiennent cependant la charge de grand chancelier de Lituanie : 
- Dominique Nicolas Radziwiłł (1643-1697), de 1690 à 1697 ;
- Karol Stanisław Radziwiłł (1669-1719), de 1698 à 1719.

### Le conflit entre le grand hetman et l'évêque de Wilno (1693)
En 1693, Kazimierz Sapieha fait prendre à certaines de ses unités leurs quartiers d'hiver dans les domaines de Konstanty Brzostowski (pl), évêque de Wilno. Le conflit qui en résulte aboutit le 18 avril à l'excommunication de Kazimierz Sapieha par Brzostowski.
Sapieha, qui conserve la confiance de l'armée, est aussi soutenu par les monastères locaux, qui lui doivent beaucoup. Le primat de Pologne prend aussi son parti et en fin de compte, l'excommunication sera oubliée.

## La guerre civile

### La période de l'interrègne de 1696-1697
Durant l'interrègne ouvert par la mort de Jean III Sobieski, la famille Sapieha soutient la candidature du Français François-Louis de Bourbon-Conti alors que la noblesse lituanienne soutient celle de l'Allemand Frédéric-Auguste, électeur de Saxe.
Quelques magnats, notamment Grzegorz Ogiński et Michał Kociełł (pl), se lancent alors dans des attaques contre les domaines des Sapieha.
Sur le plan strictement politique, les opposants forment la confédération de Brest, qui revendique notamment à la Diète la limitation des pouvoirs des ministres du grand-duché, à l'instar de ce qui se passe dans le royaume de Pologne (coaequatio jurium) ; cette mesure est effectivement votée par la diète durant cette période.

### Le soutien d'Auguste II aux Sapieha
Après l'élection de Frédéric-Auguste sous le nom d'Auguste II, les Sapieha reconnaissent son élection et le roi, aussi grand-duc de Lituanie, émet une déclaration (uniwersal) enjoignant aux rebelles lituaniens de cesser leurs attaques contre les Sapieha. Mais cela n'a pas d'effets et les attaques se poursuivent en 1698.
La mesure de coaequatio jurium est soutenue par le grand chancelier Radziwill, car, même si elle concerne sa propre fonction, elle porte principalement atteinte aux pouvoirs des Sapieha. Le grand hetman, en revanche, refuse de l'appliquer, permettant à ses adversaires de le discréditer.
Les rebelles sont finalement vaincus lors des batailles de Brześć et Jurbarkas. Un compromis est signé à Varsovie, mais aucun des partis n'est satisfait (1698).

### Le début de laguerre du Nord(1700)
Au début de 1700, Kazimierz Sapieha échappe à un attentat[réf. nécessaire].
En février débute la guerre entre la Suède de Charles XII et la Russie de Pierre le Grand, dans laquelle Auguste II a pris en tant qu'électeur de Saxe le parti de la Russie.
En tant que roi de Pologne, sans avoir sollicité la Diète, il lance le 1er juillet un appel à la noblesse pour résister à une éventuelle invasion suédoise et le 3, demande au grand hetman de former un corps (3 600 hommes) pour lutter contre les Suédois. Il fait aussi entrer l'armée saxonne sur le territoire de la République, dans la perspective d'une campagne en Livonie, et, durant l'automne, envisage de lui faire prendre ses quartiers d'hiver dans le grand-duché. Dans l'ensemble, le grand hetman est en accord avec le roi.
En réaction,, les opposants lancent, sous le prétexte de l'appel du 1er juillet, un appel à la mobilisation (pospolite ruszenie) de la noblesse lituanienne. Mais, avant de combattre les Suédois, ils s'attaquent aux forces du grand hetman.

### La bataille d'Olkieniki (18 novembre 1700)
L'affrontement a lieu le 18 novembre à Olkieniki (actuelle Valkininkai (en) en Lituanie, à 40 km au sud-est de Vilnius/Wilno). Les adversaires des Sapieha, qui ont formé une confédération, sont commandés par Michał Wiśniowiecki. Les forces rassemblées par Sapieha sont vaincues.
Le grand hetman et son frère Benedykt regagnent Wilno, tandis que son fils Michał Franciszek, resté sur place pour négocier la reddition est fait prisonnier. Le lendemain, la prison où il se trouve est visitée par un groupe de combattants de la coalition, qui l'assassinent ainsi que plusieurs de ses partisans. Les confédérés proclament la déchéance du grand hetman et la confiscation de ses biens, qui sont ravagés. Il réussit cependant à gagner Varsovie.

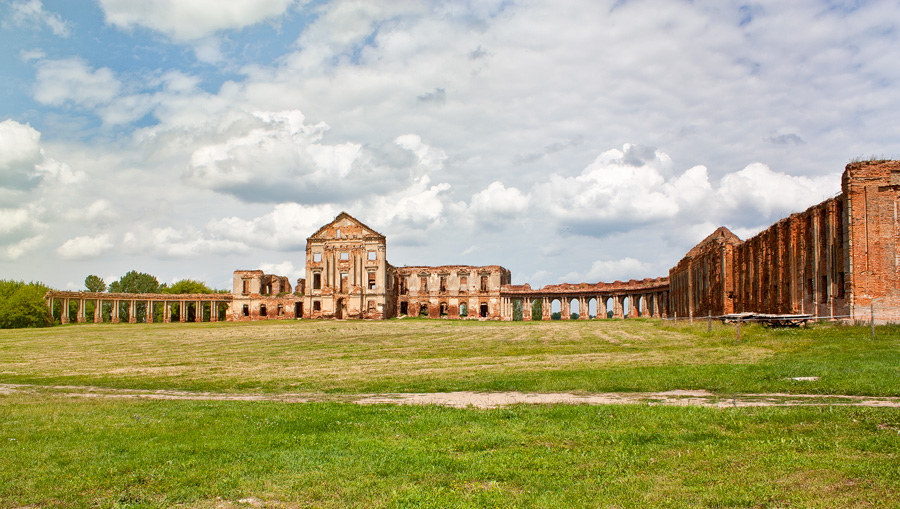
Le Palais de Roujany, demeure des Sapieha, est réduit en cendres par les troupes de Michał Wiśniowiecki

## Suites de la défaite des Sapieha
Au lendemain de la guerre civile, les troubles se poursuivent dans le grand-duché. Les magnats se disputent le contrôle des offices et des terres de la famille Sapieha.
En 1702, l'armée de Wiśniowiecki affronte les Suédois, qui, après plusieurs péripéties, s'emparent de Wilno (5 avril).
Kazimierz Jan Sapieha, déçu par Auguste II, quitte alors Varsovie pour prendre contact avec eux. En 1703, il perd officiellement la charge de grand hetman, attribuée à Wiśniowiecki, déjà hetman depuis 1702.

## Sources
- (en) Cet article est partiellement ou en totalité issu de l’article de Wikipédia en anglais intitulé « Lithuanian Civil War (1700) » (voir la liste des auteurs).

- (pl) Cet article est partiellement ou en totalité issu de l’article de Wikipédia en polonais intitulé « Wojna domowa na Litwie 1700 » (voir la liste des auteurs).